# École pour l'informatique et les nouvelles technologies
Ne doit pas être confondu avec École pour l'informatique et les techniques avancées.
L'école pour l'informatique et les nouvelles technologies (EPITECH) est un établissement d'enseignement supérieur privé reconnu par l’État, créé en 1999 par Fabrice Bardèche et Nicolas Sadirac et formant des informaticiens.
L'école appartient au groupe IONIS.

## Historique
En février 2008, l'établissement annonce l'ouverture de 4 nouveaux campus : Lyon, Montpellier, Nancy et Nice.
En 2012, sous la direction de Cyril Pierre de Geyer, une nouvelle formation délivrant une maîtrise en administration des affaires (e-MBA), destinée aux managers ayant une formation technique, est ouverte.
En 2013, un duo Epitech - HEC remporte le Startup Engineering Challenge,.
Le 7 août 2019 (date de la fermeture annuelle), l'école fait face à un vol de données par un ancien membre de l'équipe (sous le nom de Epitek Reveal), entraînant une fuite de données diffusées par la suite sur Internet et touchant l'ensemble des parties prenantes (élèves, direction, fournisseur...). L'école annonce qu'elle va déposer plainte.
En septembre 2020, Epitech ouvre ses portes dans les locaux de KMØ à Mulhouse en Alsace. Le 2 octobre 2020, Epitech annonce s’installer à Moulins dans l’Allier dans le cadre d’un partenariat avec la communauté d’agglomérations de la ville.

## Enseignement
La pédagogie d'Epitech repose sur l'autoformation, l'encadrement est en partie fait par des étudiants en cours et en fin de formation, des équipes permanentes sont aussi présentes sur chaque campus. Une période de codage intensif nommée la « piscine » peut conduire les moins motivés à abandonner. Principalement centrée sur l’apprentissage de l'informatique, les autres matières telles que la physique, ou les humanités ne sont pas abordées pendant les études.
Depuis le 11 janvier 2024, le titre délivré par l'école devient un  diplôme visé par le Ministère de l'Enseignement Supérieur pour une durée renouvelable de 3 ans, sans toutefois conférer de grade,.

## Frais de scolarité
En 2021, les frais de scolarité s'élevaient à 42 373 € pour l'ensemble du cursus (Programme Grande École).

## Vie associative

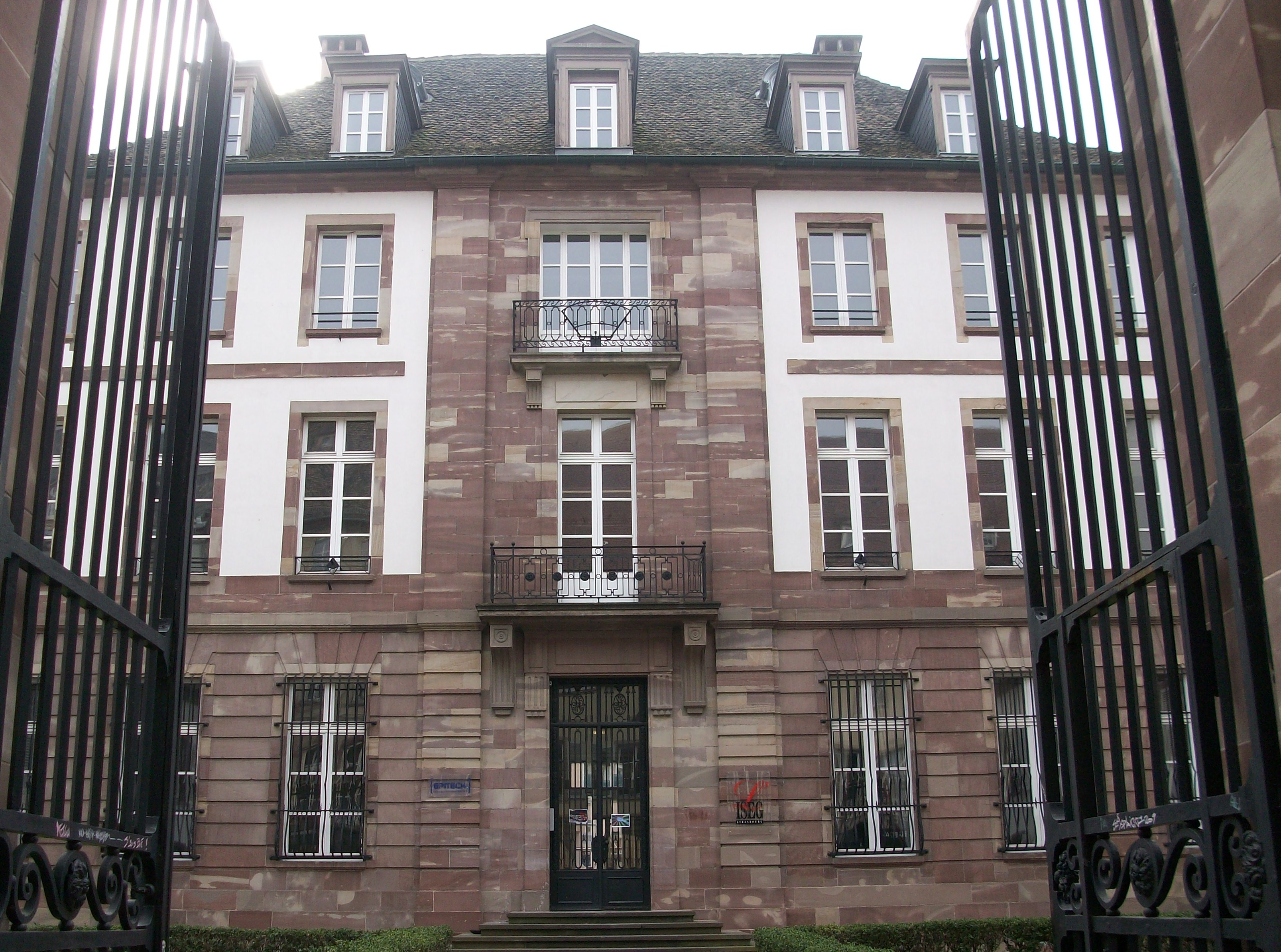
Site d'Epitech Strasbourg (partagé avec l'ISEG)

L'école partage sur son campus du Kremlin-Bicêtre de nombreuses associations avec l'EPITA et d'autres écoles, comme Epitanime (association sur la culture japonaise) et Prologin (association qui organise le concours national d'informatique).

## Anciens élèves
- Alexandre Malsch (promotion 2009)[18] : cofondateur et PDG de meltygroup[19], ancien vice-président du Conseil national du numérique, chargé des startups et de l'entreprenariat.
- Solomon Hykes (promotion 2006) et Julien Barbier (promotion 2006) : cofondateur de DotCloud qui réalise, entre autres, Docker[20].